# Denis Lambin
Denis Lambin (Montreuil-sur-Mer, 1516/1520 – Parigi, 29 settembre 1572) è stato un filologo classico francese.

## Biografia
Studiò dapprima nel collegio di Amiens, poi a Parigi dove frequentò Collegio Jean Lemoine e il Collegio Nicolas Coqueret, dove ebbe compagno di corsi Ronsard. Insegnò lettere nel collegio di Amiens che lo aveva visto studente ma, intorno al 1545 andò a studiare diritto a Tolosa finché, nel 1550, entrato al servizio del cardinale de Tournon, lo accompagnò in due lunghi viaggi in Italia, soggiornando a Roma, a Lucca e a Venezia, e conoscendo letterati come il cremonese Gabriele Faerno, Marc-Antoine Muret e Guglielmo Sirleto. Durante il soggiorno veneziano, nel 1558, tradusse dal greco in latino l'Etica Nicomachea di Aristotele.
Nel 1559 ebbe una lunga polemica con Muret, che egli accusò di aver utilizzato nell'edizione delle Variarum lectionum libri octo pubblicate a Venezia, sue note e commenti delle opere di Orazio che egli stava preparando. Fu infatti dopo il ritorno in Francia nel 1561, che Lambin pubblicò a Lione la sua, per l'epoca fondamentale, edizione commentata delle satire e delle epistole di Orazio, che tre anni dopo fu pubblicata anche a Venezia. 
Su raccomandazione del de Tournon, Lambin fu nominato professore di eloquenza, ossia di lingua e letteratura latina, al Collegio reale e, l'anno seguente, nel 1562, ottenne la cattedra di lingua greca. 
Seguirono le pubblicazioni, nel 1564, del De rerum natura di Lucrezio: la pubblicazione, nel 1566, ad Anversa, dell'opera di Lucrezio commentata da Obert de Giffen che, pur plagiando gran parte delle note di Lambin, non esitò a criticare quanto degli altri suoi commenti non condivideva, provocò la sua violenta reazione. Nel 1566 pubblicò le Emendationes in Ciceronis Opera, nel 1567 la traduzione in latino della Politica di Aristotele, nel 1568 dell'Oratio de recta pronunciatione linguae grecae, nel 1569 dei Commentarii in Cornelium Nepotem, nei quali restituì a Cornelio Nepote le Vite degli uomini illustri fino ad allora attribuite a Probo e, nel 1570 anno in cui fu nominato traduttore reale i Discorsi di Demostene.
Morì il 29 settembre 1572, si dice in conseguenza dell'angoscia provocatagli dalle stragi della Notte di San Bartolomeo, in cui rimase ucciso, tra i tanti, anche Pietro Ramo, da lui tanto ammirato.